# Ош, Жак
Жак Мартен Ош (фр. Jacques Martin Ochs; 18 февраля 1883 — 3 апреля 1971) — бельгийский фехтовальщик еврейского происхождения, олимпийский чемпион, художник.
Родился в 1883 году в Ницце (Франция), в 1893 году его семья переехала в бельгийский Льеж. В 1903 году закончил Королевскую Академию изящных искусств, и продолжил образование в Париже, где в 1905 году окончил Академию Жюлиана.
В 1912 году Жак Ош стал чемпионом Бельгии по фехтованию, а на Олимпийских играх в Стокгольме завоевал золотую медаль в командном первенствах на шпагах.
Во время Первой мировой войны ушёл добровольцем на фронт, был серьёзно ранен во время воздушного налёта.
После войны стал в 1920 году профессором рисования в своей альма-матер — Королевской Академии изящных искусств в Льеже. В 1934 году стал директором городского Музея изящных искусств.
Жак Ош также был известным карикатуристом, чьи работы публиковали различные газеты и журналы. В апреле 1938 года брюссельский сатирический журнал «Pourquoi Pas?» опубликовал нарисованную им карикатуру на Гитлера, и поэтому когда Бельгия оказалась под нацистской оккупацией — Жак Ош был 17 ноября 1940 года арестован, а месяц спустя помещён в концентрационный лагерь Форт Бреендонк. Комендант лагеря Филипп Шмитт заставил его рисовать картины лагерной жизни и портреты других заключённых. В феврале 1942 года Жаку Ошу удалось бежать из лагеря.
В 1944 году Жак Ош был арестован вновь, и помещён вместе с сестрой в пересыльный лагерь Мехелен; он был освобождён британскими войсками.
Так как во время побега ему удалось взять с собой лишь небольшое число лагерных работ, после войны Ош постарался воссоздать свои лагерные рисунки. В 1947 году они были опубликованы отдельной книгой под названием «Breendonck — Bagnards et Bourreaux» («Бреендонк — рабы и повешенные»).
После войны Жак Ош вновь стал преподавать в Королевской Академии изящных искусств. В 1948 году стал членом бельгийской Королевской академии наук, литературы и искусств.